# Myślenie twórcze
Myślenie twórcze – jedna z pochodnych myślenia produktywnego. Wynik tego myślenia jest nowy nie tylko dla podmiotu, ale wzbogaca dotychczasową wiedzę nagromadzoną przez pokolenia, np. myślenie, którego celem jest wykrycie przyczyny raka. Dzięki temu rodzajowi myślenia ludzie poznają prawa przyrody, odkrywają nowe technologie oraz tworzą nowe systemy społeczne.